# Казимиро Гомес де Ортега
Казимиро Гомес де Ортега (ісп. Casimiro Gomez de Ortega; 4 березня 1741, Аньйовер-де-Тахо — 30 квітня 1818, Мадрид) — іспанський фармацевт і ботанік. Відомі також його поетичні твори.

## Біографія
Навчався у Болоньї (1758-1762), де здобув ступінь доктора філософії у галузі медицини. Повернувшись у 1762 році у Мадрид, працював фармацевтом. У 1771 році став першим професором Королівського ботанічного саду Мадрида; тут він пропрацював до свого виходу на пенсію у 1801 році. За сприяння короля Іспанії Карла III Гомес де Ортега спрямував усі зусилля на формування Королівського ботанічного саду як місця для збирання й вивчення нових видів рослин, ідентифікованих європейськими дослідниками. Гомес де Ортега опублікував багато робіт зі встановлення видів рослин, зібраних під час іспанських експедицій у Південній Америці.
Він описав роди Echeandia (Anthericaceae), Maurandya (Plantaginaceae), Pascalia (Asteraceae), та Sesamoides (Resedaceae).
У 1777 році він був обраний членом Лондонського королівського товариства.
Автор великої кількості публікацій на ботанічні теми. Був редактором іспанського видання «Філософії ботаніки» Карла Ліннея (1792).

## Вшанування
На честь вченого названо рід дерев з центрального Чилі — Gomortega (Molina) Baill.